# 엣시
엣시(영어: Etsy)는 미국의 웹2.0을 기반으로 한 전자상거래 사이트이다. 당시 목수이자 웹 디자이너이었던 엣시의 창업자 로버트 칼린(Robert Kalin)은 대표적 전자상거래 사이트인 이베이가 아닌 좀 더 특별한 웹 사이트에 그가 만든 목공예품을 등록하길 원했으며, 2005년 6월 18일에 소셜 네트워크 쇼핑몰 엣시(Etsy)를 구축했다. 현재 엣시에는 핸드메이드 물건과 사진, 그림, 빈티지 제품 등을 판매 할 수 있고 약 150여개 국가에서 240만명의 유저들이 엣시를 이용하고 있다.

## 같이 보기
- 빈티지 클로딩